# Alternanthera paronychioides
El abrojo de Venezuela (Alternanthera paronychioides) es una especie de plantas de la familia de las amarantáceas del Centro y Sur de América.

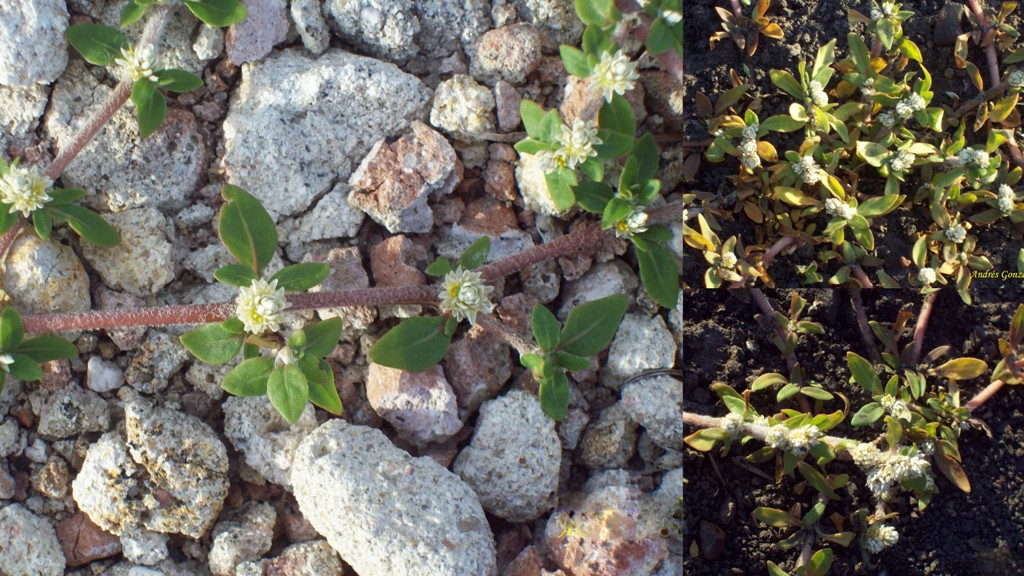

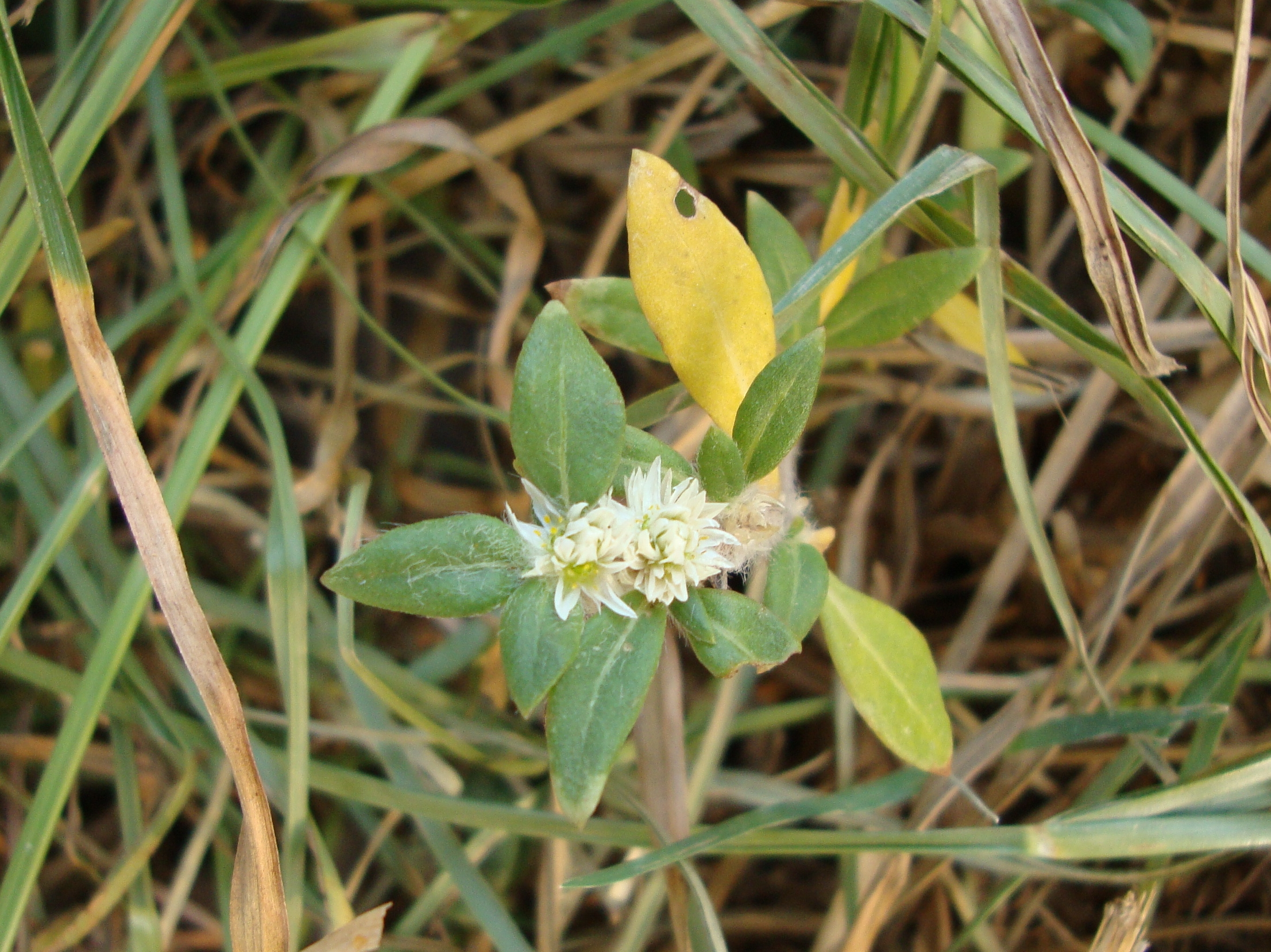

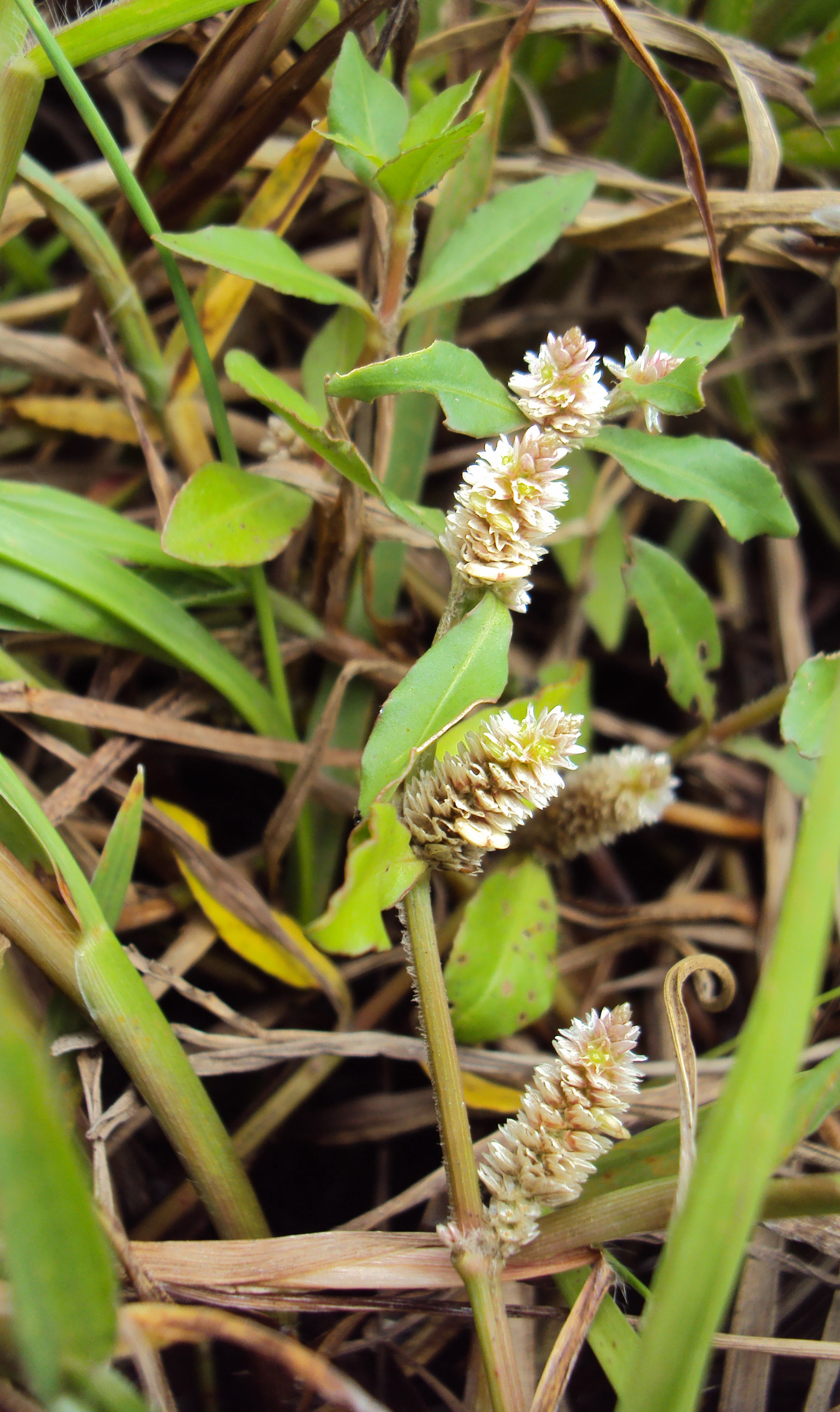

## Descripción
Son hierbas perennifolias, que alcanzan un tamaño de hasta 0.6 m de largo, tallos postrados y muy ramificados, tallos y ramas inferiores subglabros o pubescentes con tricomas simples, aplicados, de hasta 0.4 mm de largo, blancos, tornándose densamente vellosos en las partes superiores. Hojas amplias o angostamente elípticas, frecuentemente espatuladas, variables en tamaño en una misma planta. Las inflorescencias en capítulos solitarios o un grupo de 2–3 amontonados, generalmente sólo un capítulo en una de las axilas de 2 hojas opuestas, globoso o cortamente cilíndrico. El fruto es un utrículo subgloboso, ligeramente emarginado en el ápice; semilla ovoide, 1.1 mm de largo.

## Distribución y hábitat
Está distribuida en las regiones tropicales y cálido-templadas de América, también en Asia e Indonesia. Crece en terrenos alterados como caminos, etc., en Uruguay y Argentina (Chaco, Misiones, Corrientes, Entre Ríos, Buenos Aires) donde se la conoce como "sanguinaria", "yerba del pollo", y como "alternanthera paronychioides", este último propuesto como el nombre vulgar patrón para la especie por Petetín (1984).

## Propiedades
Se le atribuyen las mismas propiedades medicinales que a la "yerba del pollo" Alternanthera pungens.

## Taxonomía
Alternanthera paronychioides fue descrita por Augustin Saint-Hilaire y publicado en Voyage dans le District des Diamans 2: 439–441. 1833.
Etimología
Althernanthera: nombre genérico que deriva del latín alternans, que significa "alternando" y anthera, que significa "antera", haciendo referencia a la estructura floral, en la que los estambres con antera alternan con estaminodios sin antera.
paronychioides: epíteto latíno compuesto que significa "parecida a Paronychia" 
Variedad aceptada
- Alternanthera paronychioides var. pilosa (Moq.) Suess.

Sinonimia
- Achyranthes chacoensis (Morong) Standl.
- Achyranthes paronychioides Schinz
- Alternanthera achyrantha var. angustifolia Mart. ex Moq.
- Alternanthera amoena Back. & Sloot.
- Alternanthera austrotrinidadis (Suess.) Pedersen
- Alternanthera ficoidea var. normalis Kuntze
- Alternanthera leucantha Moq.
- Alternanthera polygonoides var. austrotrinitatis Suess.
- Alternanthera polygonoides var. ficoidea (L.) M.Gómez
- Alternanthera polygonoides var. glabrescens Griseb.
- Alternanthera polygonoides f. halimioides Suess.
- Alternanthera polygonoides f. pubescens Diogo
- Alternanthera polygonoides var. radicans (Moq.) M.Gómez
- Alternanthera virgata Spreng. ex Moq.
- Bucholzia polygonoides (L.) Mart.
- Bucholzia polygonoides var. diffusa Mart.
- Telanthera arenaria Casar. ex Seub.
- Telanthera polygonoides var. brachiata Moq.
- Telanthera polygonoides var. diffusa Moq.
- Teleianthera manillensis Walp.[6]